# Sveti Sinod
Sveti Sinod (na grčkom, σύνοδος, "sabor," "okupljanje") je sabor kršćanske crkve ili crkava radi donošenja odluke o važnim crkvenim pitanjima. U nekim autokefalnim pravoslavnim crkvama, patrijarha ili vrhovnog vladiku bira skupina vladika, zvana "Sveti Sinod".[Zar ne bi onda trebao biti episkop?]

## Sveti Sinod Ruske pravoslavne crkve
Sveti Sinod je kongregacija vođa Ruske pravoslavne crkve u Rusiji. Utemeljio ga je Petar Veliki u siječnju 1721. godine kza zamijeniti Moskovsku patrijaršiju. Bio je ukinut nakon boljševičke revolucije 1917. godine i zamijenjen s ponovno vraćenom (doduše bez neke moći) patrijaršijom.

## Sveti Sinod Srpske pravoslavne crkve
Sveti Sinod Srpske pravoslavne crkve je najviša izvršna (upravna i nadzorna) kao i sudska vlast u svom delokrugu definiranim Ustavom Srpske pravoslavne crkve.

## Sveti Sinod Gruzijske pravoslavne i apostolske crkve
Sveti arhijerejski sinod sastavljaju patrijarh, kao predsjednik i četiri eparhijska arhijereja, kao članovi.
Sveti Sinod je i vladajuće tijelo Gruzijske pravoslavne i apostolske crkve.